# أندرو ديفيدسون
أندرو ديفيدسون (بالإنجليزية: Andrew Davidson)‏ (24 فبراير 1878 في المملكة المتحدة - 1949) هو لاعب كرة قدم بريطاني (وحمل سابقاً جنسية المملكة المتحدة لبريطانيا العظمى وأيرلندا) في مركز الدفاع. لعب مع غريمسبي تاون ونادي بوري ونادي ساوثهامبتون ونادي ميدلزبره ونادي آير يونايتد.